# قصبة (فلم)
قصبة هو فيلم من نوع دراما أُصدر في 1997. الفيلم من إخراج وسيناريو نورى بيلجى جيلان.

## القصة
تقع أحداث الفيلم في تركيا.

## طاقم التمثيل
- أمين طبرق
- مظفر اوزدمير

## وصلات خارجية
- مقالات تستعمل روابط فنية بلا صلة مع ويكي بيانات